# ريلا
ريلا تعني باللغة الماليزية منتسب وهي ميليشيا ماليزية جندت من قبل الشرطة الماليزية لفرض قوانين الهجرة على الأجانب الموجودين داخل البلاد.
ويكمن عمل تلك الميليشيا بجمع المعلومات ومن ثم ملاحقة الأجانب أينما وجدوا، وسجل لها انتهاكات بحق الأجانب، حيث عندما يُعتقل الأجنبي في ماليزيا يمضي فترة لا تقل عن أسبوعيين بدون أن يسمح له بزيارة أو باستخدام أياً من وسائل الاتصالات إطلاقاً، لأنه في تلك المرحلة يكون في مخيميات هذه القوة المُسلّحة التي تتواجد في كل مدن ماليزيا، وهناك أكثر من 17 مخيم لتلك القوة غير النظامية.
وبعد مرحلة الأسبوعيين يجلس الأجنبي أول جلسة محكمة ويُنظر في قضيته ويؤجل أسبوعيين آخريين يقضيهم في إحدى السجون الإدارية للبلاد، أي مع تجار المخدرات واللصوص والقتلة، مثلهم مثل الأجنبي غير الشرعي، أما عن تمويل تلك الميليشيات فإنها ليست ذا دخل شهري، حيث تتقاضى مبلغ قدره 50 رنجت ماليزي على كل أجنبي تقوم بعتقاله وتعتقل من سن 3 سنوات إلى 80 سنة.